# Tóth Sándor (irodalomtörténész)
Tóth Sándor (Győr, 1854. február 24. – Budapest, 1937. május 4.) bölcseleti doktor, főgimnáziumi rendes tanár, író, irodalomtörténész, a Kemény Zsigmond- és Dugonics Társaság rendes tagja.

## Élete
Tóth János és Leopoldberger Barbara fiaként született. Szülővárosában tanult, majd a budapesti egyetemen tanulmányait 1876-ban befejezve a selmecbányai katolikus főgimnáziumba ment helyettes tanárnak. 1877-ben tett tanári vizsgát a magyarból, latinból és görögből; és 1878-ban bölcseleti doktor lett. Főgimnáziumi tanár volt 1879-től Nagyszebenben, 1883. augusztus 19-től 1893. augusztus 7-ig Pozsonyban, 1893 nyarán részt vett állami költségen egy görögországi tanulmányúton. 1893-94-ben mint helyettes igazgató a szentgotthárdi állami gimnáziumot szervezte; 1894. augusztus 6-tól a makói állami főgimnázium igazgatója volt. 1902. november 18-án az eperjesi katolikus főgimnáziumhoz nevezték ki szintén igazgatónak, itt 1919-ig, az intézmény csehszlovák kisajátításáig működött. Halálát agyvérzés okozta. Felesége Kreybig Adél volt.

## Írásai
Cikkei, versei, rajzok, elbeszélések, pedagógiai cikkek sat. a hírlapokban és folyóiratokban: Győri Közlöny 1880-ig, Figyelő 1875., Regélő 1877., Magyarország és a Nagyvilág 1874., 1883., Havi Szemle 1881., Fővárosi Lapok 1878., 1881., 100., 1882-1885., 1893., nagy-szebeni áll. főgymn. Értesítő 1881.; 1882.: Budapesti Hirlap, Közoktatás, Erdélyi Értesítő, Figyelő (Marosvásárhely 1882., 1884.), Regényvilág, Kolozsvári Közlöny és 1883., Ország-Világ 1883. Koszorú 1883-84., Kisfaludy-Társaság Évlapjai XVII., Magyar Ifjak Lapja 1884., Magyar Ifjúság 1885., Paedagógiai Plutarch (1886. I. Wiedermann Károly főigazgató életrajza), eperjesi kath. főgymnasium Értesítője (1903. Petőfi költészete), az eperjesi Széchenyi-kör Évkönyve (1895. Kossuth, 1906. Jókai Mór, 1907. Greguss Ágost, 1904. Az oltár körül) sat.

## Munkái
- A lirai álláspont és Arany János. Eszthetikai tanulmány. Bpest, 1878.
- Museus Grammaticus Hero és Leander-e. Görögből ford. és bevezette. Selmeczbánya, 1878.
- Symbolum és allegoria. Bölcselettudori értekezés. Uo. 1878.
- A magyar irodalom története. Nagy-Szeben 1881. (2. átdolg. kiadás. Bpest, 1884., 3. telj. átdolg. k. szemelvényekkel. Uo. 1899-1900. Két kötet).
- A jó erdélyiek. Elbeszélések, rajzok. Bpest, 1883. (Ism. Egyetértés 83., Nemzet 82.).
- Báró Kemény Zsigmond életrajza. Pozsony, 1884. (M. Helikon 38.).
- Madách Imre életrajza. Uo. 1884. (M. Helikon 38.).
- Olvasókönyv a Magyar-irodalom történetéhez. Bpest, 1884.
- A ki senkié sem. Regény. Uo. 1884. (Ism. P. Napló 322., Egyetértés 323., Főv. Lapok 289. sz.).
- A prózai irásművek elmélete. Uo. 1885. (2. telj. átdolg. kiadás. Uo. 1887.).
- Olvasókönyv a prózai irásművek elméletéhez. Uo. 1886.
- Távol, közel. Ujabb elbeszélések. Pozsony, 1888.
- Az utolsó kurucz. Krónikai történetek II. Rákóczy Ferencz korából az ifjúság számára. Pataky László 19 rajzával. Szent-Gotthard, 1895. és Bpest, 1904. (Ism. P. Napló 1896. 457., 460. sz.).
- Kurucz-világ. Regényes történet II. Rákóczy Ferencz korából. Kimnach László és Mannheimer Ágost rajzaival. Bpest, év n.
- Kurucz krónikák II. Rákóczy Ferencz korából. Az ifjúság számára. Pataky László 19 rajzával. Uo. 1896.
- Hellas ege alatt. Művelődéstörténeti elbeszélések és rajzok Perikles korából. Számos képpel. Uo. 1897. (Ism. M. Kritika 11. sz., Vasárnapi Ujság 52. sz.).
- A kurucz király. Krónikás történetek a Thököly-korból. Pataky László 19 rajzával. Uo. 1898. (Ism. M. Kritika 12. sz.).
- Erdély nagyasszonya. Krónikás történetek magyar leányok számára. Pataky László 29 rajzával. Uo. 1899.
- Szöcske kisasszony. Regény 10-15 éves magyar leányok számára. Képekkel. Uo. 1904.
- A legnagyobb magyar. Regényes korrajz a magyar ifjúság és nagy közönség számára. Pataky László rajzaival. Uo. 1904. (Ism. Tanáregylet Közlönye 1905. Eperjesi Lapok 4. sz.).
- Gyászos idők. Hősi tettek. Uo. 1904.
- A magyar szabadságharcz atyja. Regényes korrajz a magyar ifjúság és a nagy közönség számára. Pataky László rajzaival. Uo. 1909.
- Sáros vármegye összes nemesi családjai. Bp., 1909.
- Sáros vármegye monografiája. Előszó Berzeviczy Albert 1-2. köt. Bp., 1909–1910.
- Az eperjesi királyi katolikus főgimnázium 1910/11–1917/18. ért. Közzéteszi. (8 füzet) Eperjes, 1911/18.

## Álnevei
Tivadar (a Győri Közlönyben 1871-72.); Széphalmi (a Magyarország és a Nagyvilágban 1872.), Győri Ede (a Közoktatásban 1882.)